# Championnat américain de course automobile 1936
Navigation
1935 1937
Le Championnat américain de course automobile 1936 est la 19e édition du championnat de monoplace nord-américain et s'est déroulé du 30 mai au 12 octobre sur 4 épreuves. Ce championnat est organisé par l'Association américaine des automobilistes (AAA).

## Calendrier
| no | Date         | Course                   | Circuit                     | Lieu               | Type  | Pole Position  | Vainqueur      |
| -- | ------------ | ------------------------ | --------------------------- | ------------------ | ----- | -------------- | -------------- |
| 1  | 30 mai       | 500 miles d'Indianapolis | Indianapolis Motor Speedway | Speedway, Indiana  | Brick | Rex Mays       | Louis Meyer    |
| 2  | 20 juin      | Goshen 100               | Good Time Park              | Goshen, New York   | Dirt  | George Connor  | Rex Mays       |
| 3  | 15 septembre | Syracuse 100             | New York State Fairgrounds  | Syracuse, New York | Dirt  | Rex Mays       | Mauri Rose     |
| 4  | 12 octobre   | Coupe Vanderbilt         | Roosevelt Raceway           | Westbury, New York | Road  | Antonio Brivio | Tazio Nuvolari |

## Classement
| Pos.     | Pilote         | Voiture               | Points |
| -------- | -------------- | --------------------- | ------ |
| Champion | Mauri Rose     | Miller                | 610    |
| 2e       | Louis Meyer    | Stevens-Miller        | 600    |
| 3e       | Ted Horn       | Wetteroth-Miller      | 450    |
| 4e       | Doc MacKenzie  | Wetteroth-Offenhauser | 362    |
| 5e       | Tazio Nuvolari | Alfa Romeo            | 360    |

## Courses organisées par l'AAA ne comptant pas pour le championnat
| Date       | Course          | Circuit                    | Lieu                    | Type | Pole Position | Vainqueur   |
| ---------- | --------------- | -------------------------- | ----------------------- | ---- | ------------- | ----------- |
| 12 janvier | Oakland 150     | Oakland Speedway           | San Leandro, Californie | Dirt | —             | Al Gordon   |
| 26 janvier | Ascot 125       | Legion Ascot Speedway      | Alhambra, Californie    | Dirt | —             | Rex Mays    |
| 22 août    | Springfield 100 | Illinois State Fairgrounds | Springfield, Illinois   | Dirt | George Connor | Wilbur Shaw |